# Irländsk republikanism
Irländsk republikanism är en ideologi som syftar till att skapa en självständig nation som omfattar hela ön Irland, det vill säga att både Nordirland och Irland bildar en självständig enad stat, med republik som statsskick. Termen kan också syfta på de strävanden för en irländsk republik som fanns innan Republiken Irland skapades. Många organisationer har haft denna hållning och den republikanska sidan i konflikten i Nordirland var just irländska republikaner. Grupper som Republican Sinn Féin som inte accepterar långfredagsavtalet som slöts 1998 kallas för "dissidentrepublikaner" (Dissident Republicans).